# Skatten fra Hornelund
Skatten fra Hornelund eller Hornelundskatten er et depotfund som består af to rigt dekorerede dragtspænder og en armring fra vikingetiden, som blev fundet under harving på en mark i 1892 i Horne ca. 12 km nord for Varde i Jylland.
De to spænder er halvrunde og måler 8,5 cm i diameter. De vejer 75 og 62 g. Spænderne er hamret ud over en matrice og dekoreret med filigran og granulationskorn. De har bladranker og vinløv, hvilket viser indflydelse fra kristen kunst, mens de nordiske dyrehoved indikerer, at de er fremstillet i sidste halvdel af 900-tallet i Danmark. Spænderne bliver betegnet som de fineste, der er fundet i Danmark fra vikingetiden. Fundet vejede sammenlagt 216 g.
Det var en karl på gården, som marken tilhørte, som fandt skatten. Han overleverede fundet til gårdejeren, som bragte dem til herredskontoret i Varde. Han bestemt sig dog for selv at overdrage guldet. Han fik udbetalt 525 kr. i danefægodgørelse og 20 kr. til rejseudgifter. Beløbet blev delt med 295 kr. til karlen og 250 til gårdejeren.
Ved fundet i 1892 blev området ikke undersøgt af arkæologer. Først i 1993 undersøgte Varde Museum fundstedet.
I 2014 blev der fundet yderlige en guldarmring og 24 sølvmønter på stedet af en amatørarkæolog med metaldetektor.
Fundet er i dag udstillet på Nationalmuseet i København.